# Maratón de Berlín
La maratón de Berlín se celebra anualmente desde 1974 en la ciudad de Berlín, capital de Alemania. Junto con las maratones de Boston, Nueva York, Chicago, Londres, Tokio, la de los Juegos Olímpicos y la del Campeonato Mundial, es una de las más importantes del mundo.

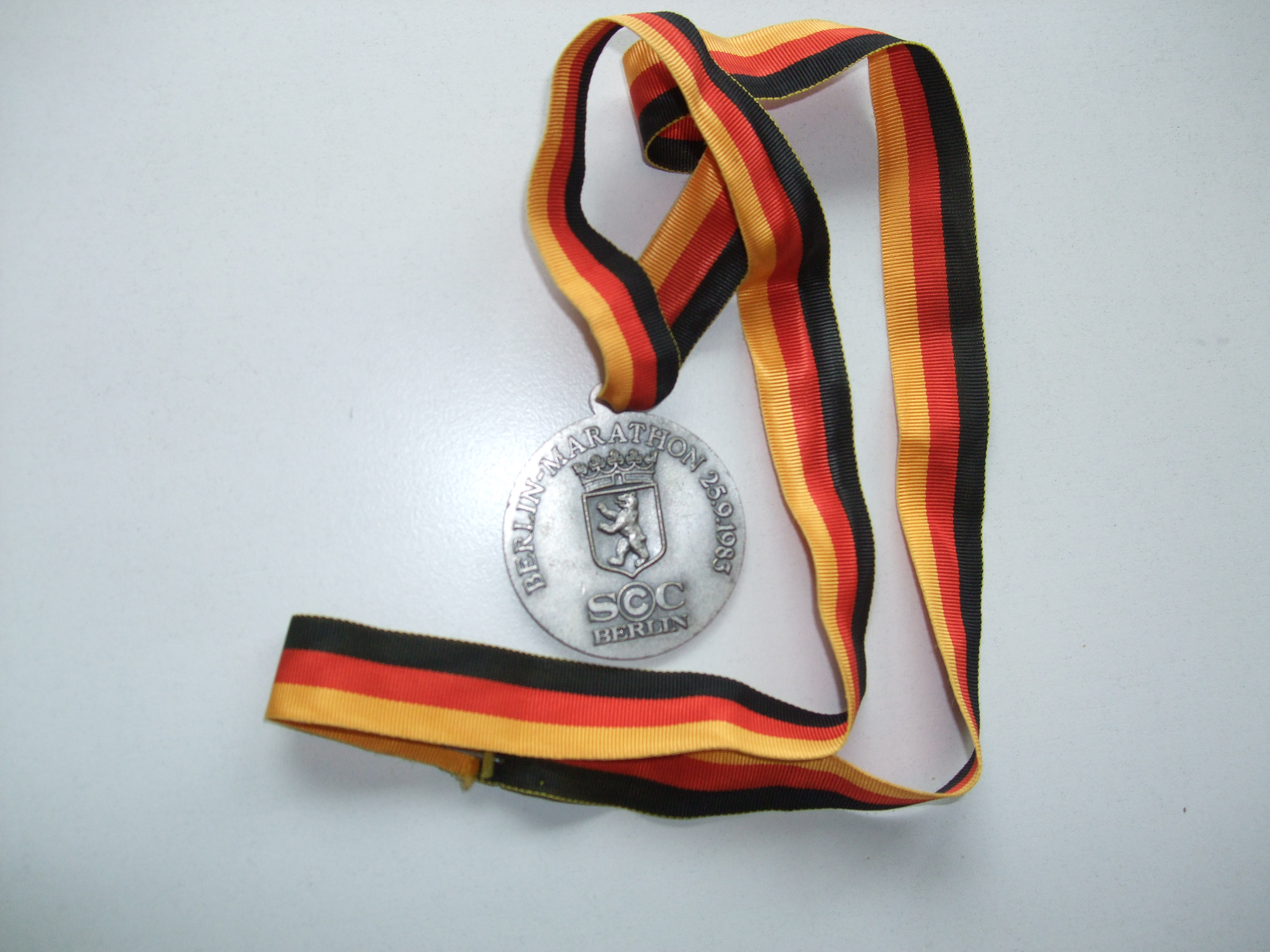
Medalla de la edición 1983 del Maratón de Berlín.

## Historia

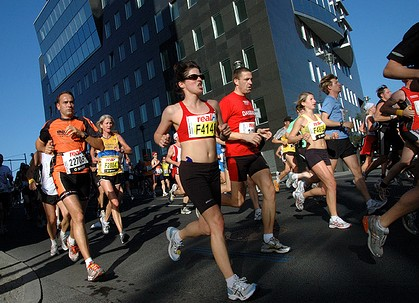
La maratón en su edición de 2007.

El primer maratón de Berlín se celebró en 1974 contando con la participación de 286 corredores. El 27 de septiembre de 1981 el recorrido de la carrera discurrió, por primera vez, a través de las principales vías y avenidas de Berlín Este, con salida en el Reichstag y llegada en el Kurfürstendamm. En 1985 se registraron más de 10 000 corredores, concretamente 11.814 participantes. El 30 de septiembre de 1990, sólo 3 días antes de la fecha de la Reunificación de Alemania 25.000 atletas cruzaron la Puerta de Brandeburgo, entonces integrada en lo que fue el Muro de Berlín. La prueba fue ganada, en su versión masculina por Steve Moneghetti con un crono de 2h 08m 16s y en su versión femenina por la alemana Uta Pippig. En 1998 se alcanzó el récord de participantes, 28.000 atletas. 
El trazado de la maratón de Berlín está considerado por los especialistas como muy rápido, lo que le hacen propicio para conseguir buenas marcas. En 2001, la japonesa Naoko Takahashi se convirtió en la primera mujer en descender de la barrera de los 2h 20m, con un tiempo de 2h 19m 46. En la categoría masculina, las mejores marcas recientes las han conseguido el keniano Paul Tergat (2h 04m 55s en 2003), y el etíope Haile Gebrselassie, quien estableció un nuevo récord del mundo en la edición de 2008 con 2h 03m 59s.
En la edición de 2011, el keniano Patrick Makau Musyoki ganó la carrera y estableció un nuevo récord del mundo con 2h 03m 38s, superando en 21 segundos el récord de Haile Gebrselassie que había conseguido en la edición de 2008. Dos años más tarde, en la edición de 2013, el keniano Wilson Kipsang Kiprotich superó el récord del mundo y estableció un tiempo de 2h 03m 23s.
También hay otras categorías representadas en el maratón: patines, monopatín, e incluso una minimaratón para los más jóvenes (4,2195 km).

### Finalistas

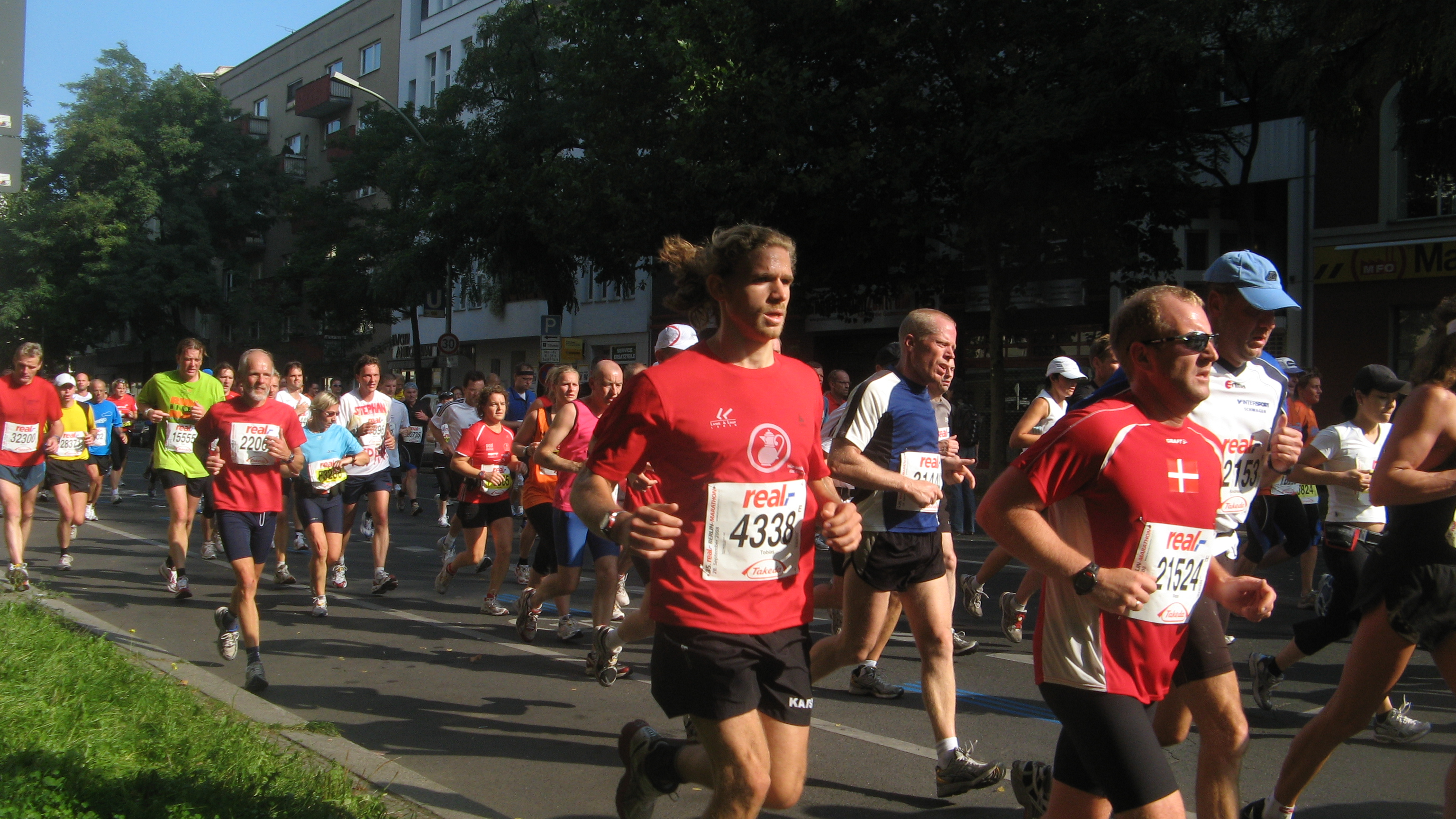
Maratón de Berlín 2009

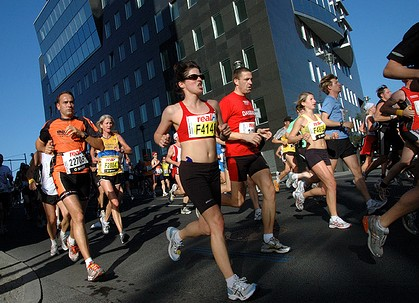
La maratón de Berlín es conocida por ser llana y rápida.

Berlín es uno de los cuatro maratones mundiales con más de 40 000 finalistas, junto con la ciudad de Nueva York, Chicago y París.
| Año  | Finalistas | Finalistas | Finalistas | %       | %       |
| Año  | Total      | Varones    | Mujeres    | Varones | Mujeres |
| ---- | ---------- | ---------- | ---------- | ------- | ------- |
| 2018 | 40,775     | 28,443     | 12,332     | 70%     | 30%     |
| 2017 | 39,101     | 28,067     | 11,034     | 72%     | 28%     |
| 2016 | 36,054     | 26,807     | 9,247      | 74%     | 26%     |
| 2015 | 36,767     | 27,917     | 8,929      | 76%     | 24%     |
| 2014 | 28,946     | 22,178     | 6,768      | 77%     | 23%     |
| 2013 | 36,527     | 27,577     | 8,990      | 75%     | 25%     |
| 2012 | 34,377     | 26,398     | 7,871      | 77%     | 23%     |
| 2011 | 32,977     | 25,577     | 7,414      | 77%     | 23%     |
| 2010 | 34,070     | 26,410     | 7,215      | 78%     | 22%     |
| 2009 | 35,016     | 27,934     | 7,060      | 79%     | 21%     |
| 2008 | 35,653     | 28,357     | 7,429      | 79%     | 21%     |
| 2007 | 32,497     | 25,994     | 6,492      | 80%     | 20%     |
| 2006 | 30,190     | 24,094     | 6,088      | 80%     | 20%     |
| 2005 | 30,382     | 24,501     | 5,872      | 81%     | 19%     |
| 2004 | 28,023     | 22,800     | 5,222      | 81%     | 19%     |
| 2003 | 30,709     | 25,108     | 5,601      | 82%     | 18%     |
| 2002 | 25,286     | 20,880     | 4,406      | 83%     | 17%     |
| 2001 | 25,792     | 21,669     | 4,123      | 84%     | 16%     |
| 2000 | 22,879     | 19,332     | 3,547      | 84%     | 16%     |
| 1999 | 19,129     | 16,537     | 2,592      | 87%     | 13%     |
| 1998 | 21,004     | 17,795     | 3,209      | 85%     | 15%     |
| 1997 | 14,982     | 13,120     | 1,862      | 88%     | 12%     |
| 1996 | 16,529     | 14,489     | 2,040      | 88%     | 12%     |
| 1995 | 13,088     | 11,682     | 1,406      | 89%     | 11%     |
| 1994 | 12,263     | 10,980     | 1,283      | 90%     | 10%     |
| 1993 | 14,107     | 12,586     | 1,521      | 89%     | 11%     |
| 1992 | 13,225     | 11,918     | 1,307      | 90%     | 10%     |
| 1991 | 14,849     | 13,456     | 1,393      | 91%     | 9%      |
| 1990 | 22,806     | 20,415     | 2,391      | 90%     | 10%     |
| 1989 | 13,433     | 12,233     | 1,200      | 91%     | 9%      |
| 1988 | 13,117     | 11,986     | 1,131      | 91%     | 9%      |
| 1987 | 12,674     | 11,651     | 1,023      | 92%     | 8%      |
| 1986 | 11,450     | 10,574     | 876        | 92%     | 8%      |
| 1985 | 9,810      | 9,146      | 664        | 93%     | 7%      |
| 1984 | 7,297      | 6,875      | 422        | 94%     | 6%      |
| 1983 | 5,121      | 4,886      | 235        | 95%     | 5%      |
| 1982 | 3,448      | 3,318      | 130        | 96%     | 4%      |
| 1981 | 2,567      | 2,418      | 149        | 94%     | 6%      |
| 1980 | 294        | 276        | 18         | 94%     | 6%      |
| 1979 | 222        | 207        | 15         | 93%     | 7%      |
| 1978 | 197        | 187        | 10         | 95%     | 5%      |
| 1977 | 230        | 219        | 11         | 95%     | 5%      |
| 1976 | 311        | 296        | 15         | 95%     | 5%      |
| 1975 | 236        | 232        | 4          | 98%     | 2%      |
| 1974 | 244        | 234        | 10         | 96%     | 4%      |

## Palmarés masculino
Récord de la prueba
| Año  | Ganador                               | Nacionalidad                          | Registro (h:m:s)                      |
| ---- | ------------------------------------- | ------------------------------------- | ------------------------------------- |
| 1974 | Günter Hallas                         | Alemania Occidental                   | 2:44:53                               |
| 1975 | Ralf Bochröder                        | Alemania Occidental                   | 2:47:08                               |
| 1976 | Ingo Sensburg                         | Alemania Occidental                   | 2:23:08                               |
| 1977 | Günter Mielke                         | Alemania Occidental                   | 2:15:19                               |
| 1978 | Michael Spöttel                       | Alemania Occidental                   | 2:20:03                               |
| 1979 | Ingo Sensburg                         | Alemania Occidental                   | 2:21:09                               |
| 1980 | Ingo Sensburg                         | Alemania Occidental                   | 2:16:48                               |
| 1981 | Ian Ray                               | Inglaterra                            | 2:15:42                               |
| 1982 | Domingo Tibaduiza                     | Colombia                              | 2:14:47                               |
| 1983 | Karel Lismont                         | Bélgica                               | 2:13:37                               |
| 1984 | John Skovbjerg                        | Dinamarca                             | 2:13:35                               |
| 1985 | Jimmy Ashworth                        | Reino Unido                           | 2:11:43                               |
| 1986 | Boguslaw Psujek                       | Polonia                               | 2:11:03                               |
| 1987 | Suleiman Nyambui                      | Tanzania                              | 2:11:11                               |
| 1988 | Suleiman Nyambui                      | Tanzania                              | 2:11:45                               |
| 1989 | Alfredo Shahanga                      | Tanzania                              | 2:10:11                               |
| 1990 | Steve Moneghetti                      | Australia                             | 2:08:16                               |
| 1991 | Steve Brace                           | Reino Unido                           | 2:10:57                               |
| 1992 | David Tsebe                           | Sudáfrica                             | 2:08:07                               |
| 1993 | Xolile Yawa                           | Sudáfrica                             | 2:10:57                               |
| 1994 | António Pinto                         | Portugal                              | 2:08:31                               |
| 1995 | Sammy Lelei                           | Kenia                                 | 2:07:02                               |
| 1996 | Abel Antón                            | España                                | 2:09:15                               |
| 1997 | Elijah Lagat                          | Kenia                                 | 2:07:41                               |
| 1998 | Ronaldo da Costa                      | Brasil                                | 2:06:05                               |
| 1999 | Josephat Kiprono                      | Kenia                                 | 2:06:44                               |
| 2000 | Simon Biwott                          | Kenia                                 | 2:07:42                               |
| 2001 | Joseph Ngolepus                       | Kenia                                 | 2:08:47                               |
| 2002 | Raymond Kipkoech                      | Kenia                                 | 2:06:47                               |
| 2003 | Paul Tergat                           | Kenia                                 | 2:04:55                               |
| 2004 | Felix Limo                            | Kenia                                 | 2:06:44                               |
| 2005 | Philip Manyim                         | Kenia                                 | 2:07:41                               |
| 2006 | Haile Gebrselassie                    | Etiopía                               | 2:05:56                               |
| 2007 | Haile Gebrselassie                    | Etiopía                               | 2:04:26                               |
| 2008 | Haile Gebrselassie                    | Etiopía                               | 2:03:59                               |
| 2009 | Haile Gebrselassie                    | Etiopía                               | 2:06:08                               |
| 2010 | Patrick Makau                         | Kenia                                 | 2:05:08                               |
| 2011 | Patrick Makau                         | Kenia                                 | 2:03:38                               |
| 2012 | Geoffrey Mutai                        | Kenia                                 | 2:04:15                               |
| 2013 | Wilson Kipsang                        | Kenia                                 | 2:03:23                               |
| 2014 | Dennis Kipruto                        | Kenia                                 | 2:02:57                               |
| 2015 | Eliud Kipchoge                        | Kenia                                 | 2:04:00                               |
| 2016 | Kenenisa Bekele                       | Etiopía                               | 2:03:03                               |
| 2017 | Eliud Kipchoge                        | Kenia                                 | 2:03:32                               |
| 2018 | Eliud Kipchoge                        | Kenia                                 | 2:01:39                               |
| 2019 | Kenenisa Bekele                       | Etiopía                               | 2:01:41                               |
| 2020 | Cancelada por la pandemia de COVID-19 | Cancelada por la pandemia de COVID-19 | Cancelada por la pandemia de COVID-19 |
| 2021 | Guye Adola                            | Etiopía                               | 2:05:45                               |
| 2022 | Eliud Kipchoge                        | Kenia                                 | 2:01:09                               |
| 2023 | Eliud Kipchoge                        | Kenia                                 | 2:02:42                               |
| 2024 | Milkesa Mengesha                      | Etiopía                               | 2:03:17                               |

## Palmarés femenino
Récord de la prueba
| Año  | Ganador                               | Nacionalidad                          | Registro (h:m:s)                      |
| ---- | ------------------------------------- | ------------------------------------- | ------------------------------------- |
| 1974 | Jutta von Haase                       | Alemania Occidental                   | 3:22:01                               |
| 1975 | Christin Bochröder                    | Alemania Occidental                   | 2:59:15                               |
| 1976 | Jutta von Haase                       | Alemania Occidental                   | 3:05:19                               |
| 1977 | Christa Vahlensieck                   | Alemania Occidental                   | 2:34:48                               |
| 1978 | Ursula Blaschke                       | Alemania Occidental                   | 2:57:09                               |
| 1979 | Jutta von Haase                       | Alemania Occidental                   | 3:07:06                               |
| 1980 | Gerlinde Püttmann                     | Alemania Occidental                   | 2:47:18                               |
| 1981 | Angelika Stephan                      | Alemania Occidental                   | 2:47:23                               |
| 1982 | Jean Lochhead                         | Reino Unido                           | 2:47:04                               |
| 1983 | Karen Holdsworth                      | Reino Unido                           | 2:40:32                               |
| 1984 | Agnes Sipka                           | Hungría                               | 2:39:32                               |
| 1985 | Magda Ilands                          | Bélgica                               | 2:34:10                               |
| 1986 | Charlotte Teske                       | Alemania Occidental                   | 2:32:10                               |
| 1987 | Kerstin Pressler                      | Alemania Occidental                   | 2:31:22                               |
| 1988 | Renata Kokowska                       | Polonia                               | 2:29:16                               |
| 1989 | Päivi Tikkanen                        | Finlandia                             | 2:28:45                               |
| 1990 | Uta Pippig                            | Alemania Oriental                     | 2:28:37                               |
| 1991 | Renata Kokowska                       | Polonia                               | 2:27:36                               |
| 1992 | Uta Pippig                            | Alemania                              | 2:30:22                               |
| 1993 | Renata Kokowska                       | Polonia                               | 2:26:20                               |
| 1994 | Katrin Dörre-Heinig                   | Alemania                              | 2:25:15                               |
| 1995 | Uta Pippig                            | Alemania                              | 2:25:36                               |
| 1996 | Colleen de Reuck                      | Sudáfrica                             | 2:26:35                               |
| 1997 | Catherina McKiernan                   | Irlanda                               | 2:23:44                               |
| 1998 | Marleen Renders                       | Bélgica                               | 2:25:22                               |
| 1999 | Tegla Loroupe                         | Kenia                                 | 2:20:43                               |
| 2000 | Kazumi Matsuo                         | Japón                                 | 2:26:15                               |
| 2001 | Naoko Takahashi                       | Japón                                 | 2:19:46                               |
| 2002 | Naoko Takahashi                       | Japón                                 | 2:21:49                               |
| 2003 | Yasuko Hashimoto                      | Japón                                 | 2:26:32                               |
| 2004 | Yoko Shibui                           | Japón                                 | 2:19:41                               |
| 2005 | Mizuki Noguchi                        | Japón                                 | 2:19:12                               |
| 2006 | Gete Wami                             | Etiopía                               | 2:21:34                               |
| 2007 | Gete Wami                             | Etiopía                               | 2:23:17                               |
| 2008 | Irina Mikitenko                       | Alemania                              | 2:19:19                               |
| 2009 | Atsede Habtamu                        | Etiopía                               | 2:24:46                               |
| 2010 | Aberu Kebede                          | Etiopía                               | 2:23:58                               |
| 2011 | Florence Jebet Kiplagat               | Kenia                                 | 2:19:44                               |
| 2012 | Aberu Kebede                          | Etiopía                               | 2:20:30                               |
| 2013 | Florence Kiplagat                     | Kenia                                 | 2:21:13                               |
| 2014 | Tirfi Tsegaye                         | Etiopía                               | 2:20:18                               |
| 2015 | Gladys Cherono                        | Kenia                                 | 2:19:25                               |
| 2016 | Aberu Kebede                          | Etiopía                               | 2:20:45                               |
| 2017 | Gladys Cherono                        | Kenia                                 | 2:20:23                               |
| 2018 | Gladys Cherono                        | Kenia                                 | 2:18:11                               |
| 2019 | Ashete Bekere                         | Etiopía                               | 2:20:14                               |
| 2020 | Cancelada por la pandemia de COVID-19 | Cancelada por la pandemia de COVID-19 | Cancelada por la pandemia de COVID-19 |
| 2021 | Gotytom Gebreslase                    | Etiopía                               | 2:20:09                               |
| 2022 | Tigst Assefa                          | Etiopía                               | 2:15:37                               |
| 2023 | Tigst Assefa                          | Etiopía                               | 2:11:53                               |
| 2024 | Tigist Ketema                         | Etiopía                               | 2:16:42                               |

## Récords del mundo batidos

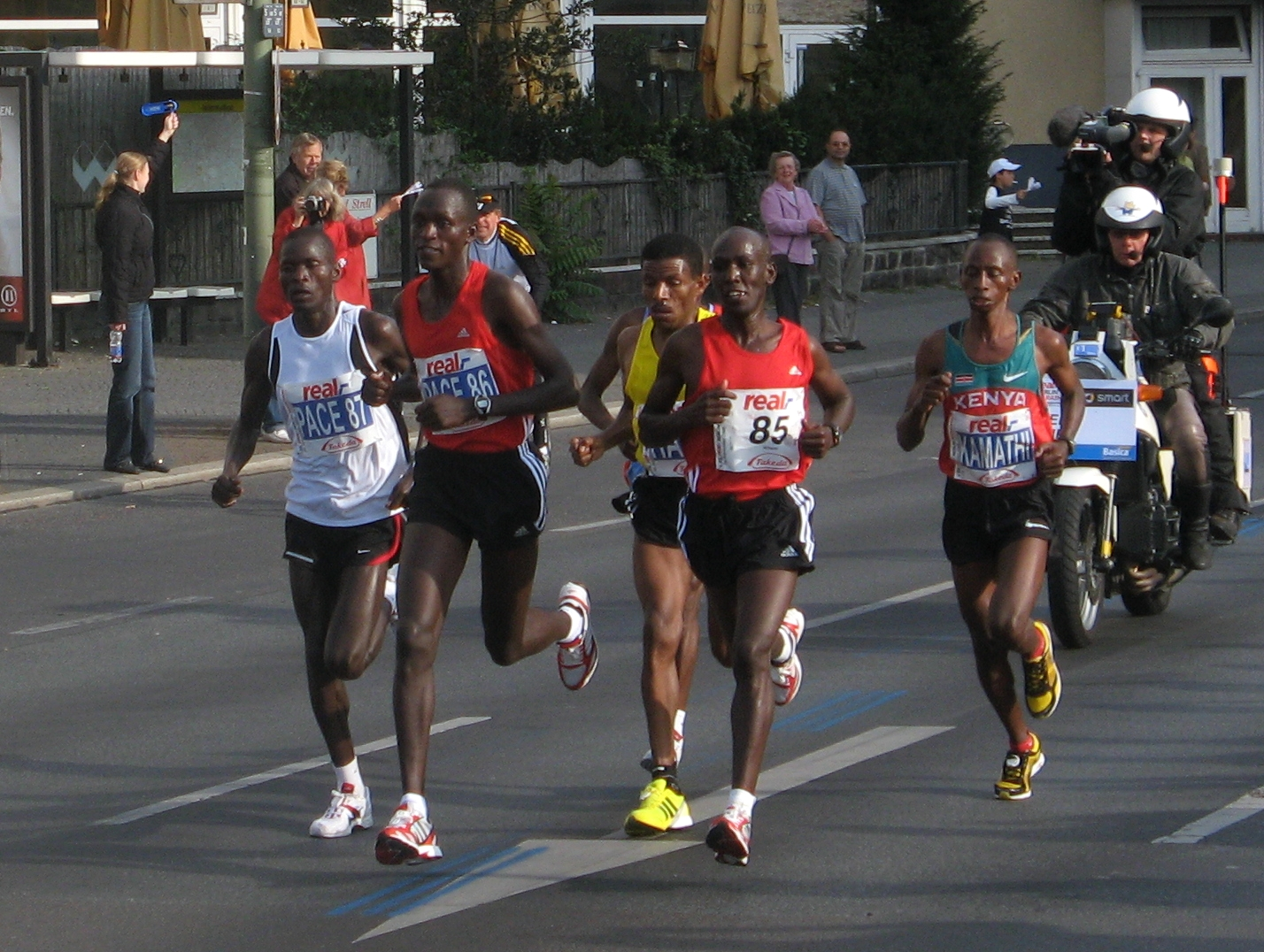
Haile Gebrselassie (amarillo) mejoró el récord del mundo de maratón en 2007 y 2008.

- 1998 —  Brasil - Ronaldo da Costa  → 2:06:05
- 2003 —  Kenia - Paul Tergat  → 2:04:55
- 2007 —  Etiopía - Haile Gebrselassie  → 2:04:26
- 2008 —  Etiopía - Haile Gebrselassie  → 2:03:59
- 2011 —  Kenia - Patrick Makau Musyoki  → 2:03:38
- 2013 —  Kenia - Wilson Kipsang Kiprotich  → 2:03:23
- 2014 —  Kenia - Dennis Kipruto Kimetto   → 2:02:57
- 2018 —  Kenia - Eliud Kipchoge   → 2:01:39
- 2022 —  Kenia - Eliud Kipchoge   → 2:01:09
- 2023 —  Etiopía - Tigst Assefa   → 2:11:53

## Maratón Patinaje velocidad
El maratón de patinadores ha contado con miles de participantes cada año. Es considerado el maratón de patinadores en línea más grande del mundo y es la sede final de la World Inline Cup.

##### Masculino

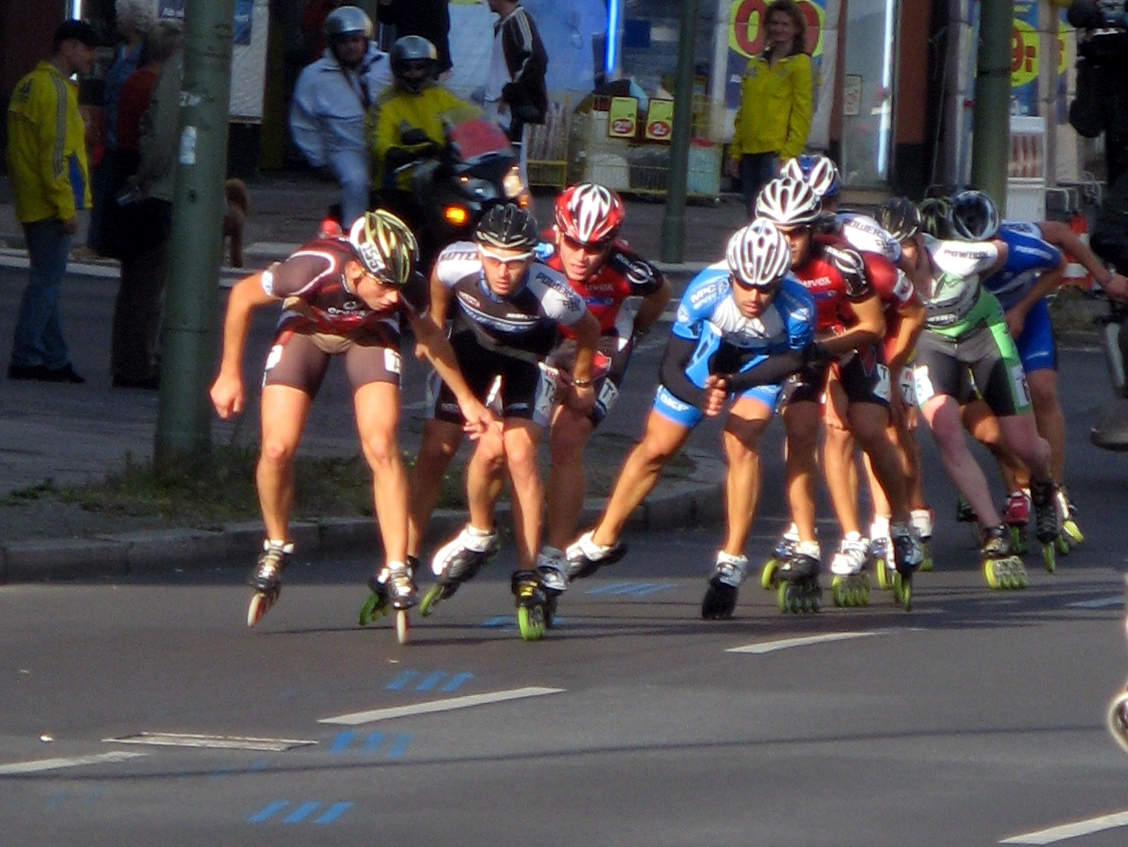
El maratón de patinadores está considerado el maratón en línea más grande del mundo.

### Palmarés

#### Mujeres
| Edición | Año  | Ganadora              | Segunda                    | Tercera                        |
| I       | 1997 | Caroline Jean         | Caroline Lagree            | Anne Titze                     |
| II      | 1998 | Caroline Lagree       | Sandrine Plu               | Estelle Flourens               |
| III     | 1999 | Anne Titze            | Nathalie Barbotin          | Caroline Jean                  |
| IV      | 2000 | Angèle Vaudan         | Andrea González            | Caroline Lagree                |
| V       | 2001 | Sheila Herrero        | Angèle Vaudan              | Jessica Smith                  |
| VI      | 2002 | Angèle Vaudan         | Silvia Nino                | Andrea Haritchelhar            |
| VII     | 2003 | Julie Glass           | Jessica Smith              | Laura Lardini                  |
| VIII    | 2004 | Cecilia Baena         | Julie Glass                | Laura Lardini                  |
| IX      | 2005 | Brigitte Méndez       | Brittany Bowe              | Julie Glass                    |
| X       | 2006 | Giovanna Turchiarelli | Angèle Vaudan              | Sandra Gómez                   |
| XI      | 2007 | Hilde Goovaerts       | Sabine Berg                | Laura Lardini                  |
| XII     | 2008 | Cecilia Baena         | Giovanna Turchiarelli      | Simona Di Eugenio              |
| XIII    | 2009 | Cecilia Baena         | Giovanna Turchiarelli      | Kelly Martínez                 |
| XIV     | 2010 | Giovanna Turchiarelli | Cecilia Baena              | Katharina Rumpus               |
| XV      | 2011 | Sabine Berg           | Giovanna Turchiarelli      | Tina Strüver                   |
| XVI     | 2012 | Sabine Berg           | Jana Gegner                | Katja Ulbrich                  |
| XVII    | 2013 | Manon Kamminga        | Katharina Rumpus           | Sabine Berg                    |
| XVIII   | 2014 | Manon Kamminga        | Katharina Rumpus           | Elma de Vries                  |
| XIX     | 2015 | Sandrine Tas          | Manon Kamminga             | Katharina Rumpus               |
| XX      | 2016 | Manon Kamminga        | Katharina Rumpus           | Sadrine Tas                    |
| XXI     | 2017 | Maira Yaqueline Arias | Rocío Berbel               | Sadrine Tas                    |
| XXII    | 2018 | Katharina Rumpus      | Sadrine Tas                | Francesca Lollobrigida         |
| XXIII   | 2019 | Sandrine Tas          | Katharina Rumpus           | Yi-Hsuan Liu                   |
| —       | 2020 | Edición cancelada     | Edición cancelada          | Edición cancelada              |
| XXIV    | 2021 | Sandrine Tas          | Katharina Rumpus           | Aura Cristina Quintana Herrera |
| XXV     | 2022 | Marie Dupuy           | Lianne van Loon            | Sara Arregui                   |
| XXVI    | 2023 | Gabriela Rueda        | Karoll Eliana Garcia Arias | Marie Dupuy                    |
| XXVII   | 2024 | Noraly Berber Vonk    | Jhoana Viveros             | Aura Cristina Quintana Herrera |

#### Hombres
| Edición | Año  | Ganador              | Segundo             | Tercero             |
| I       | 1997 | Pascal Briand        | Arnaud Gicquel      | Tristan Loy         |
| II      | 1998 | Johann Langenberg    | Fabio Marangoni     | Arnaud Gicquel      |
| III     | 1999 | Tristan Loy          | Cedric Michaud      | Alban Cherdel       |
| IV      | 2000 | Chad Hedrick         | Diego Rosero        | Shane Dobbin        |
| V       | 2001 | Arnaud Gicquel       | Batiste Grandgirard | Massimiliano Presti |
| VI      | 2002 | Juan Carlos Betancur | Kalon Dobbin        | Jorge Botero        |
| VII     | 2003 | Juan Carlos Betancur | Massimiliano Presti | Diego Rosero        |
| VIII    | 2004 | Roger Schneider      | Luca Saggiorato     | Massimiliano Presti |
| IX      | 2005 | Luca Saggiorato      | Francesco Zangarini | Massimiliano Presti |
| X       | 2006 | Luca Saggiorato      | Massimiliano Presti | Francesco Zangarini |
| XI      | 2007 | Nicolas Iten         | Peter Michael       | Roger Schneider     |
| XII     | 2008 | Joey Mantia          | Fabio Francolini    | Elio Cuncu          |
| XIII    | 2009 | Luca Saggiorato      | Yann Guyader        | Christian Díaz      |
| XIV     | 2010 | Severin Widmer       | Gary Hekman         | Thomas Boucher      |
| XV      | 2011 | Ewen Fernandez       | Roger Schneider     | Julien Levrard      |
| XVI     | 2012 | Ewen Fernandez       | Bart Swings         | Felix Rijhnen       |
| XVII    | 2013 | Bart Swings          | Maarten Swings      | Gary Hekman         |
| XVIII   | 2014 | Bart Swings          | Severin Widmer      | Gary Hekman         |
| XIX     | 2015 | Bart Swings          | Patxi Peula         | Gary Hekman         |
| XX      | 2016 | Bart Swings          | Gary Hekman         | Patxi Peula         |
| XXI     | 2017 | Bart Swings          | Patxi Peula         | Felix Rijhnen       |
| XXII    | 2018 | Bart Swings          | Ewen Fernandez      | Nolan Beddiaf       |
| XXIII   | 2019 | Felix Rijhnen        | Nolan Beddiaf       | Elton De Souza      |
| —       | 2020 | Edición cancelada    | Edición cancelada   | Edición cancelada   |
| XXIV    | 2021 | Bart Swings          | Felix Rijhnen       | Martin Ferrié       |
| XXV     | 2022 | Bart Swings          | Felix Rijhnen       | Jason Suttels       |
| XXVI    | 2023 | Jason Suttles        | Bart Swings         | Nolan Beddiaf       |
| XXVII   | 2024 | Bart Swings          | Jason Suttles       | Felix Rijhnen       |

### Palmarés por países
| País           | Victorias | Última vencedora              |
| -------------- | --------- | ----------------------------- |
| Colombia       | 5         | Gabriela Rueda en 2023        |
| Francia        | 5         | Marie Dupuy en 2022           |
| Países Bajos   | 4         | Noraly Berber Vonk en 2024    |
| Bélgica        | 4         | Sandrine Tas en 2021          |
| Alemania       | 4         | Katharina Rumpus en 2018      |
| Italia         | 2         | Giovanna Turchiarelli en 2010 |
| España         | 1         | Sheila Herrero en 2001        |
| Estados Unidos | 1         | Julie Glass en 2003           |
| Argentina      | 1         | Maira Yaqueline Arias en 2017 |

| País           | Victorias | Último vencedor              |
| -------------- | --------- | ---------------------------- |
| Bélgica        | 10        | Bart Swings en 2024          |
| Francia        | 6         | Ewen Fernández en 2012       |
| Italia         | 3         | Luca Saggiorato en 2009      |
| Suiza          | 3         | Severin Widmer en 2010       |
| Colombia       | 2         | Juan Carlos Betancur en 2003 |
| Estados Unidos | 2         | Joey Mantia en 2008          |
| Alemania       | 1         | Felix Rijhnen en 2019        |

### Estadísticas

#### Más victorias
| Patinadora            | Victorias | Años              |
| --------------------- | --------- | ----------------- |
| Cecilia Baena         | 3         | 2004, 2008 y 2009 |
| Manon Kammiga         | 3         | 2013, 2014 y 2016 |
| Sandrine Tas          | 3         | 2015, 2019 y 2021 |
| Angèle Vaudan         | 2         | 2000 y 2002       |
| Giovanna Turchiarelli | 2         | 2006 y 2010       |
| Sabine Berg           | 2         | 2011 y 2012       |

| Patinador            | Victorias | Años                                                  |
| -------------------- | --------- | ----------------------------------------------------- |
| Bart Swings          | 9         | 2013, 2014, 2015, 2016, 2017, 2018, 2021, 2022 y 2024 |
| Luca Saggiorato      | 3         | 2005, 2006 y 2009                                     |
| Juan Carlos Betancur | 2         | 2002 y 2003                                           |
| Ewen Fernandez       | 2         | 2011 y 2012                                           |

### Records
- Masculino:  56:45, Bart Swings (BEL), 2022
- Femenino: 01:06:35, Maira Yaqueline Arias (ARG), 2017

| Año  | Ganador Masculino    | País              | Tiempo (h:m:s)    | Ganadora Femenina     | País              | Tiempo (h:m:s)    |
| ---- | -------------------- | ----------------- | ----------------- | --------------------- | ----------------- | ----------------- |
| 2023 | Jason Suttels        | Bélgica           | 00:57:01          | Gabriela Rueda        | Colombia          | 01:08:59          |
| 2022 | Bart Swings          | Bélgica           | 00:56:45          | Marie Dupuy           | Francia           | 01:11:18          |
| 2021 | Bart Swings          | Bélgica           | 00:56:50          | Sandrine Tas          | Bélgica           | 01:13:40          |
| 2020 | Edición cancelada    | Edición cancelada | Edición cancelada | Edición cancelada     | Edición cancelada | Edición cancelada |
| 2019 | Felix Rijhnen        | Alemania          | 01:10:30          | Sandrine Tas          | Bélgica           | 01:25:49          |
| 2018 | Bart Swings          | Bélgica           | 00:57:58          | Katharina Rumpus      | Alemania          | 01:09:15          |
| 2017 | Bart Swings          | Bélgica           | 00:58:42          | Maira Yaqueline Arias | Argentina         | 01:06:35          |
| 2016 | Bart Swings          | Bélgica           | 00:59:59          | Manon Kamminga        | Países Bajos      | 01:08:38          |
| 2015 | Bart Swings          | Bélgica           | 00:56:49          | Sandrine Tas          | Bélgica           | 01:09:20          |
| 2014 | Bart Swings          | Bélgica           | 00:59:59          | Manon Kamminga        | Países Bajos      | 01:08:38          |
| 2013 | Bart Swings          | Bélgica           | 00:59:28          | Manon Kamminga        | Países Bajos      | 01:09:58          |
| 2012 | Ewen Fernandez       | Francia           | 01:00:04          | Sabine Berg           | Alemania          | 01:14:13          |
| 2011 | Ewen Fernandez       | Francia           | 01:01:26          | Sabine Berg           | Alemania          | 01:14:56          |
| 2010 | Severin Widmer       | Suiza             | 01:09:19          | Giovanna Turchiarelli | Italia            | 01:22:25          |
| 2009 | Luca Saggiorato      | Italia            | 01:02:50          | Cecilia Baena         | Colombia          | 01:14:47          |
| 2008 | Joey Mantia          | Estados Unidos    | 01:00:33          | Cecilia Baena         | Colombia          | 01:13:24          |
| 2007 | Nicolas Iten         | Suiza             | 01:12:30          | Hilde Goovaerts       | Bélgica           | 01:23:20          |
| 2006 | Luca Saggiorato      | Italia            | 01:02:25          | Giovanna Turchiarelli | Italia            | 01:14:02          |
| 2005 | Luca Saggiorato      | Italia            | 01:01:21          | Brigitte Méndez       | Colombia          | 01:10:43          |
| 2004 | Roger Schneider      | Suiza             | 01:04:43          | Cecilia Baena         | Colombia          | 01:17:08          |
| 2003 | Juan Carlos Betancur | Colombia          | 01:02:03          | Julie Glass           | Estados Unidos    | 01:11:28          |
| 2002 | Juan Carlos Betancur | Colombia          | 01:04:44          | Angèle Vaudan         | Francia           | 01:13:59          |
| 2001 | Arnaud Gicquel       | Francia           | 01:04:17          | Sheila Herrero        | España            | 01:12:57          |
| 2000 | Chad Hedrick         | Estados Unidos    | 01:01:45          | Angèle Vaudan         | Francia           | 01:08:29          |
| 1999 | Tristan Loy          | Francia           | 01:01:08          | Anne Titze            | Alemania          | 01:09:32          |
| 1998 | Johann Langenberg    | Francia           | 01:07:32          | Caroline Lagree       | Francia           | 01:14:20          |
| 1997 | Pascal Briand        | Francia           | 01:07:52          | Caroline Jean         | Francia           | 01:15:30          |